# Deoksan-eup
Deoksan-eup (koreanska: 덕산읍) är en köping i den centrala delen av Sydkorea, 85 km söder om huvudstaden Seoul. Den ligger i landskommunen Jincheon-gun i provinsen Norra Chungcheong.
Deoksan-eup fick status som köping 1 juli 2019. Dessförinnan var den en socken med namnet Deoksan-myeon (덕산면). 